# Ярский
Я́рский — посёлок в Миллеровском районе Ростовской области.
Входит в состав Ольхово-Рогского сельского поселения.

## Население
| 2010 |
| ---- |
| 355  |

## Улицы
- ул. Абрикосовая,
- ул. Виноградная,
- ул. Молодёжная,
- ул. Северная,
- ул. Тенистая.